# Aréna Jean-Guy Talbot
L'Aréna Jean-Guy Talbot est un ancien aréna du secteur Cap-de-la-Madeleine de la ville de Trois-Rivières au Québec (Canada).

## Histoire
Le bâtiment construit en 1969 avait une capacité de 927 sièges et 300 places debout (1 227 places).
Il fut pendant une dizaine d'années le domicile des Estacades de Trois-Rivières de la Ligue de hockey Midget AAA du Québec.
En 2007, le club déménage à la patinoire de hockey sur glace du Complexe sportif Alphonse-Desjardins.
En raison de sa vétusté avancée, l'administration municipale procède à la fermeture et à la démolition du bâtiment en 2021.